# Лейциноз
Лейцино́з (разветвлённоцепочечная кетонурия, болезнь мочи с запахом кленового сиропа, болезнь кленового сиропа) — врождённое нарушение обмена, ферментопатия.

## Характеристика
Наследственное заболевание с аутосомно-рецессивным типом наследования встречается с частотой 1 на 120—300 тыс. новорождённых.

## Этиология
Первичный биохимический дефект заключается в отсутствии или резком снижении активности дегидрогеназного комплекса разветвлённых α-кетокислот (BCKDC), обеспечивающей окислительное декарбоксилирование трёх аминокислот — лейцина, изолейцина и валина. В результате в организме накапливаются эти аминокислоты и их предшественники. Наиболее патогенно накопление лейцина.
Заболевание протекает тяжело и часто заканчивается летально. У детей отмечается задержка развития, угнетение ЦНС, больные могут впадать в летаргию. Характерна гипогликемия и гипотония, имеется кетоацидоз, рвота.

## Варианты заболевания
- классический
- промежуточный
- интермиттирующий
- тиаминзависимый
- E3-дефицитная форма с лактоацидозом.

## Диагностика

### Характерный признак
Своеобразный запах мочи больных, в которой обнаруживается присутствие аминокислот с разветвлённой цепью, напоминает запах кленового сиропа.

### Лабораторные методы
При проведении селективного скрининга моча дает положительную реакцию с 2,4-динитрофенилгидразином.
С 2012 года в Свердловской области лейциноз вошел в программу расширенного обследования новорожденных на наследственные заболевания. Исследование проводится методом тандемной масс-спектрометрии.

## Лечение и профилактика
При лечении используют смеси аминокислот и белковые гидролизаты, освобождённые от аминокислот с разветвлённой цепью.